# Ludovic al II-lea, Mare Duce de Hesse
Ludovic al II-lea (26 decembrie 1777 – 16 iunie 1848) a fost Mare Duce de Hesse și de Rin din 1830 până la 5 martie 1848. A fost fiul lui Ludovic I, Mare Duce de Hesse.
S-a căsătorit cu verișoara sa primară, Wilhelmine de Baden. Împreună au avut șapte copii dintre care au supraviețuit doar patru. Se crede că tatăl ultimilor patru copii, inclusiv Alexandru și Maria, a fost iubitul Wilhelminei, August von Senarclens de Grancy.
- Prințul Ludwig de Hesse-Darmstadt (1806-1877); (viitorul Mare Duce)
- Prințul Karl Wilhelm Ludwig de Hesse-Darmstadt (1809-1877)
- Prinț/Prințesă de Hesse-Darmstadt (n. și d. 1820)
- Prințesa Amalia Elisabeth Luise Karoline Friederike Wilhelmine de Hesse-Darmstadt  (1821-1826)
- Prințul Alexander Ludwig Georg Friedrich Emil de Hesse-Darmstadt (1823-1888)
- Prințesa Maximiliane Wilhelmine Auguste Sophie Marie de Hesse-Darmstadt (1824-1880); viitoarea împărăteasă a Rusiei, soția Țarului Alexandru al II-lea al Rusiei.